# Bordure en brosse
La bordure en brosse est un des différents types d'organisation des microvillosités, au même titre que les plateaux striés. Ce type de différenciation apicale des épithéliums est retrouvé de manière caractéristique au niveau des cellules du tube contourné proximal du rein. 
Contrairement au plateau strié, leur organisation n'est pas régulière : la bordure en brosse est composée de microvillosités larges d'environ 0,1 µm et d'une longueur variant de 3 à 10 µm. 
De plus, les microvillosités sont ici plus longues que celles des plateaux striés.